# Henrik III. Nemški
Henrik III., cesar Svetega rimskega cesarstva, nemški, italijanski, burgundski kralj, * 28. oktober 1016 ali 1017, † 5. oktober 1056, Bodfeld, Harz.
Ko je Henrik III. po očetovi smrti leta 1039 zavladal samostojno, je bil dobro izobražen in že izkušen vladar. Že 12 let je (sprva ob pomoči freisinškega škofa) upravljal vojvodino Bavarsko, vodil je že vojsko proti Češki, bil je že izvoljeni nemški kralj, burgundski kralj, vojvoda na Švabskem in kmalu nato tudi na Koroškem. Prenos oblasti je tako potekal mirno, brez zapletov, ne pa tudi vladanje. Pri vladanju se je, tako kot njegovi predhodniki, opiral na cerkvene kneze. Brez predsodkov je sam nastavljal škofe. Pa tudi vojvode je imenoval kar sam, brez volitev in ne da bi se prej posvetoval z domačim plemstvom. Po smrti lotarinškega vojvode Gozela je njegovemu sinu, Gotfridu Bradatemu, dodelil le polovico očetovega fevda. Gotfrid se mu je uprl z vojsko in v spopad pritegnil tudi sosednje plemstvo. Spor se je v presledkih vlekel vse do Henrikove smrti. Podreditev Češke je Henrik dosegel z vojsko; to pa se mu ni posrečilo na Ogrskem. Henrik je obnovil cesarsko oblast v Italiji. Odpravil je cerkveni razkol tako, da je odstavil tri papeže, ki so si lastili pontifikat, in postavil svojega, nemškega papeža Klemena II., pristaša klinijske reforme, ki jo je tudi Henrik podpiral. Papež Klemen II. ga je kronal za cesarja.
Henrikov način vladanja je med nemškimi knezi povzročal vse več nezadovoljstva. Med njegovim drugim pohodom v Italijo so proti cesarju skovali zaroto, ki pa je propadla, potem ko sta na hitro, eden za drugim, umrla glavna protagonista (Konrad I. Bavarski in Welf Koroški). Henrikovo razmeroma zgodnjo smrt so mnogi zgodovinarji ocenjevali kot katastrofo, ki je ob šele šestletnem nasledniku, Henriku IV., ki ni imel priložnosti vladarsko dozoreti, pripeljala do investiturnega boja.

## V času vladanja očeta, kralja in cesarja Konrada II.
Henrik III. je bil sin kralja in cesarja Konrada II. in njegove žene Gizele Švabske. Pod vplivom matere je bil deležen skrbne in temeljite, versko usmerjene vzgoje. Njegov prvi vzgojitelj je bil augsburški škof Bruno, brat cesarja Henrika II., kasneje pa freisinški škof Egilbert. Z materjo sta obiskala samostan St. Gallen, ki je bil tedaj pod vtisom življenjskega dela meniha in pesnika Notkerja. Dvorni kaplan Wipo ga je seznanil z življenjsko zgodbo njegovega očeta in duhom cerkvene reforme, splošne znanosti pa mu je približal učeni menih iz samostana San Pietro v Pavii. Kar prekmalu je tako vsrkal strastno slo po oblasti njihove rodbine, obarvano z globoko religiozno resnostjo.
Konrad II. je pred svojim prvim odhodom v Italijo (v začetku leta 1026) na zahtevo knezov določil Henrika za svojega naslednika in ga prepustil varstvu škofa Bruna. Henrik je 26. marca 1027 prisostvoval očetovemu slavnostnemu kronanju za cesarja v Rimu. Po vrnitvi iz Italije je dal Konrad bavarskim plemičem Henrika izvoliti za bavarskega vojvodo. Za veliko noč 1028 so ga knezi v Aachnu izvolili za novega nemškega kralja.
Vladarskih spretnosti se je najprej učil v bavarski vojvodini, ki ji je vladal 15 let, sprva ob pomoči freisinškega škofa Egilberta. Leta 1031, po neuspešni vojni z Ogrsko, sta kar brez vednosti Konrada II. sklenila mir z Ogri. Prvič je kot poveljnik vodil vojsko proti češkemu princu Břetislavu (1033/34) in si ga podredil. Naučil se je samostojno odločati in si ustvaril lastno mnenje, ki pa je bilo včasih tudi drugačno od očetovega. Njuni odnosi, odnosi med kraljem in cesarjem, so se včasih tudi križali in skalili, a so se vedno tudi ponovno uredili. Tako je bilo tudi ob razreševanju spora med cesarjem in koroškim vojvodo Adalberom. Adalbero je slutil, da bo prišlo med njim in cesarjem do razdora, in je iz mladega Henrika izvlekel prisego, da ne bo nikdar dovolil, da se ga oškoduje pri posesti. Ko je cesar na binkošti 1035 v Bambergu postavil Adalberta pred knežje sodišče z obtožbo veleizdaje in zahteval, da se mu odvzame fevde, ga sin ni hotel podpreti. Šele ko je oče s prošnjo pred sinom padel na kolena, je ta prišel na dan s skrivno prisego, na katero se pa cesar ni oziral. Tedaj je pri cesarju padel v nemilost škof Egilbert.
Henrik se z očetom ni strinjal tudi leta 1037, ko se je ta spustil v spopad z milanskim nadškofom Aribertom in poslal njegove zaveznike-škofe brez obravnave na sinodi v izgnanstvo. Henrik je to obsojal in se mu je zdelo nepravično. A svojega mnenja tedaj ni javno razkril.
Henrik se je za binkošti 1035 v Bambergu zaročil s hčerjo angleško-danskega kralja Knuta Velikega, Gunhildo, in se junija 1036 z njo v Nijmegnu poročil. Rodila mu je hčer Beatrix, a je že junija 1038 umrla ob spremljanju tasta na poti po Italiji. Na isti poti je umrl tudi vojvoda Hermam IV. Švabski. Cesar je na izpraznjeno mesto švabskega vojvode imenoval Henrika. Kmalu po povratku iz Italije je umrl tudi cesar (4. junija 1039) in Henrik je pri dvaindvajsetih zavladal samostojno.

## Samostojno vladanje
Henrik je v Italiji je ponovno vzpostavil mir tako, da se je pobotal z milanskim nadškofom Aribertom, ki mu je potem do svoje smrti (januarja 1045) zvesto služil. Več težav je imel z vzhodnimi sosedi.

### Bojevanje z vzhodnimi sosedi

#### Češka
Češki vojvoda Břetislav I. (od leta 1035) je skušal zamenjavo vladarja v Nemčiji izkoristiti za širitev svoje oblasti na Poljsko, ki je bila notranje razklana. Zasedel je Šlezijo, razrušil Krakov, prodrl do prestolnice Gniezno in dal prepeljati relikvije svetega Adalaberta (Vojteha) v Prago, da bi tam ustanovil nacionalno nadškofijo in se politično in cerkveno osamosvoji. Papež Benedikt IX. temu ni nasprotoval, pač pa sta nasprotovala majnški nadškof Bardo in kralj Henrik, ki je skušal ohraniti nadoblast nad Češko in Poljsko. Henrik je od Břetislava zahteval, da se umakne s Poljske. Ta se je navidezno uklonil in na Henrikov dvor poslal za talca svojega sina Spytihněva; toda istočasno je tudi iskal podporo pri ogrskem kralju Petru in utrjeval prelaze v Češkem gozdu. Obljub se ni držal in ni plačeval davka, ki ga je bil kot kraljev vazal dolžan. Zato je Henrik poleti 1040 povedel proti njemu vojsko, ki pa je 22./23. avgusta 1040 v utrjenih soteskah Češkega gozda (pri Brůdku, danes okraj Domažlice) doživela uničujoč poraz. Naslednje poletje, ko je Henrik prišel s še večjo vojsko, se mu je posrečilo pred Prago združiti s saškimi četami in 29. septembra 1041 prisiliti Břetislava k predaji in podreditvi. Břetislav se je umaknil s Poljske; poljski kralj Kazimir I. iz rodu Pjastov se je lahko kot nemški vazal iz azila v Nemčiji vrnil domov.

#### Ogrska
Prehodno je tedaj prišla pod nadoblast nemškega kralja tudi Ogrska. Uporni ogrski plemiči so naslednika Svetega Štefana, kralja Petra, vrgli z oblasti in na prestol postavili nekdanjega Štefanovega palatina in svaka Sámuela Abo. Peter se je zatekel k Henriku, ki mu je sklenil pomagati, ker se je nadejal vazalnega odnosa. Ob prvem pohodu na Ogrsko, leta 1042, je Henrik na severozahodnem delu ogrskega ozemlja ustanovil nemško vazalno državo, ki pa jo je Aba hitro uničil. Ob drugem nemškem vpadu na Ogrsko, poleti 1043, si je Aba kupil mir, med drugim z vrnitvijo ozemlja med rekama Fischo in Leitho, ki ga je Henrik leta 1030 kot trinajstletnik izgubil; Henrik je sedaj tam ustanovil t. i. Avstrijsko novo marko. S pomanjkljivim izvajanjem obvez miru je Henrik opravičil še tretji pohod na Ogrsko. Aba je 5. julija 1044 v bitki pri Ménfőju ob Rabi doživel uničujoč poraz. Henrik je dosegel, da so Ogri na prestol spet postavili Petra, ki je postal nemški vazal, kar je ponovno potrdil ob Henrikovem obisku na ogrskem dvoru na binkošti leta 1045. A že leta 1046 so se Ogri Petru ponovno uprli, ga odstavili in za novega kralja izbrali Andreja I.

### Politika do vojvodin kraljestva
Ob začetku samostojnega vladanja je imel Henrik neposredno vojvodsko oblast v Bavarski in Švabski. Ko je takoj po smrti Henrikovega očeta umrl tudi koroški vojvoda Konrad II. (julija 1039), je bil Henrik neposreden gospodar v treh nemških vojvodinah. Da bi lahko še naprej obdržal odločilni vpliv na upravljanje v njih, je sklenil postaviti za vojvode tujce, ki ne bodo imeli opore v domačem plemstvu. Brez običajnih volitev znotraj vojvodine je leta 1042 za bavarskega vojvodo postavil luksemburškega grofa Henrika II. kot Henrika VII. Bavarskega. Vojvodino Švabsko je leta 1045 dodelil lotarinškemu grofu Otonu II. iz rodbine Ezzonncev z namenom, da bi tako utrdil svojo pozicijo v Spodnjem Porenju, saj mu je Oton prepustil Duisburg in mesto na otoku Rena, danes del Düsseldorfa. Ezzonci so bili tedaj močna rodbina; ko je Henrik jeseni 1045 tako močno zbolel, da je že zgledalo, da bo umrl, je bil Ezzonec morebitni kandidat za novega kralja. A Henrik je ozdravel. Leta 1047 je za koroškega vojvodo postavil bogatega grofa Welfa III., zadnjega iz starejše rodbine Welfov.
Že leta 1047 pa sta umrla na novo postavljena vojvoda Bavarske in Švabske. Henrik je tedaj za novega švabskega vojvodo postavil Otona III. Schweinfurtskega iz frankovske veje Babenberžanov (1048) in za bavarskega vojvodo, ponovno brez soglasja domačega plemstva, tujca Konrada iz rodu Ezzoncev, gospodarja Zutphena (v nizozemski pokrajini Gelderland), kot Konrada I. Bavarskega (1049). Že kmalu pa je prišlo do velikih nesoglasij med njim in kraljem.
Plemstvo vojvodine Saške je bilo do nesaških kraljev tradicionalno zadržano, nezaupljivo. Z nezadovoljstvom je spremljalo, kako Henrik, tujec, na saškem ozemlju v Goslarju širi svojo rezidenco (Werlo), ki je postala osrednja lokacija upravljanja kraljestva; tam je ustanovil tudi samostan sv. Simona in Jude, kjer so vzgajali dvorno duhovščino. Henrik je spodbujal razvoj Goslarja, ki je cvetel zaradi bogatih rudnikov srebra, ki so tudi kraljestvu prinašali velike dohodke. Nezaupanje do kralja se je še povečalo, ko je papež za hamburško-bremenskega nadškofa postavil Adalberta, ki ga je podprl tudi Henrik. Nadškof naj bi pokristjanjeval Skandinavce, morda pa, kot so razmišljali Sasi, tudi nadzoroval saško cerkev.
Največ težav pa je imel Henrik v vojvodini Lotaringije, težav, ki so se vlekle skozi vse njegovo vladanje.

### Težave v vojvodini Lotaringiji
Po smrti lotarinškega vojvode Gozela (19. aprila 1044), ki je od leta 1033 vladal tako Zgornji kot Spodnji Lotaringiji, je kralj Henrik III., ki je želel zmanjšati moč lotarinškega vojvode, podelil v fevd njegovemu starejšemu sinu Gotfridu III. (Bradatemu) samo Zgornjo Lotaringijo. Gotfrid, ki se je čutil upravičenega do celotne očetove dediščine, je začel z vojaškim uporom; pridružili so se mu tudi nekateri drugi plemiči. Nemiri so izbruhnili tudi v sosednji Burgundiji. Bojevanje je zaustavila spomladi leta 1045 šele huda lakota. Gotfrid se je moral podrediti in kralj ga je dal zapreti v grad Giebichenstein (danes v mestu Halle), a mu je že maja 1046 na dvornem zboru v Aachnu odpustil upornost in mu vrnil Zgornjo Lotaringijo. Kot zagotovilo za svojo lojalnost je moral Gotfrid poslati na kraljevi dvor kot talca svojega sina. Zgledalo je, da je položaj v Lotaringiji normaliziran in kralj se je lahko odpravil na pot v Italijo, kjer so razmere v Cerkvi klicale po posredovanju.

### Henrikova cerkvena politika
Henrik je nadaljeval s politiko do Cerkve, ki so jo vpeljali Otoni. Brez zadržkov si je lastil pravico imenovanja škofov, ne le v Nemčiji ampak tudi v Italiji. Na najvplivnejše položaje je premišljeno postavljal sposobne in častivredne može. Podpiral je njihova prizadevanja za reforme, ki so na območju Nemčije vpeljale visok nivo discipline. Preganjal je simonijo. Podprl je cerkvena prizadevanja za ohranjanje »božjega miru« (treuga Dei). Sam je ob slovesnih priložnostih mnogokrat podelil amnestijo za prekrške storjene proti vladarju in pozval navzoče, da si tudi oni med seboj oprostijo. Pobožne dejavnosti je podpirala tudi njegova druga žena Neža (Agnes), hčerka pobožnega kneza Viljema Akvitanskega.

### Henrikov prvi pohod v Italijo
V Rimu so pristaši rimske patricijske rodbine Krescencijev leta 1044 pregnali mladega (in prav gotovo moralno in po obnašanju neprimernega) papeža Benedikta IX. iz rivalske rodbine Tuskulskih in na njegovo mesto postavili člana svoje rodbine kot Silvestra III. Vendar se ta na položaju ni obdržal. Vrnil se je Benedikt IX., ki pa je takoj prodal pontifikat svojemu krstnemu botru, osebno sicer čestitemu in cerkveni reformi naklonjenemu duhovniku, ki si je nadel papeško ime Gregor VI.; hitro je pridobival na ugledu. Ko je Henrik III. jeseni 1046 z vojsko prekoračil Alpe, je na sinodi v Pavii obsodil simonijo. 20. decembra je na sinodi v Sutriju odstavil Gregorja VI. in Silvestra III. in kasneje v Rimu tudi Benedikta IX. Rimska sinoda je 24. decembra 1046 za novega papeža izvolila bamberškega škofa Suidgerja, ki sta ga zelo cenila tudi klinijski opat Odilo in Henrik; nadel si je ime Klemen II. Še isti dan je novi papež okronal Henrika in njegov ženo Nežo za cesarja in cesarico. Henrik je dovolil, da so mu prebivalci Rima podelili naslov patricius Romanorum in tako naknadno priznal njihovo vlogo pri izvolitvi papeža. Še preden je novi cesar zapustil Rim, je Klemen II. na sinodi izenačil simonijo s herezijo; vse duhovnike, ki so prišli do položajev na nečist način, naj bi izobčili.
Novi cesar je večji del svoje vojske poslal v domovino, z njenim manjšim delom pa se je v spremstvu papeža napotil v kneževine južne Italije, kjer so nasprotujoči si interesi povzročali množico medsebojnih prepirov. V Kampaniji je premagal uporne plemiče. V Kapui je dosegel začasno pomiritev tako, da je za kneza Kapue ponovno postavill osovraženega Pandulfa IV. Apulijo, ki so jo Normani pred kratkim iztrgali Bizantincem, je podelil v fevd normanskemu voditelju Rainulfu, grofu Averse, ki ga s tem napravil za neposrednega vazala cesarstva in tako legaliziral normansko vladavino znotraj cesarstva. Oboje je bil težak udarec za salernskega kneza Weimerja. Weimerju in Kapuančanom ni preostalo drugega, kot da se začasno prilagodijo novim razmeram. Henrik se je maja 1047 vrnil domov v Nemčijo.

### Menjave papežev po Henrikovem odhodu iz Italije
Zapleti v Italiji pa so se nadaljevali tudi po Henrikovem odhodu. Že oktobra 1047 je umrl papež Klemen II. Cesar je za njegovega naslednika določil briksenškega škofa Popona, ki si je nadel ime Damaz II. , a tudi ta je umrl po le 23 dneh. To pot se je Henrik odločil za svojega bratranca v drugem kolenu, tulskega škofa Bruna, ki si je nadel ime Leon IX. Bil je pristaš cerkvene reforme in je tesno sodeloval s cesarjem, čeprav je ubiral tudi svoje poti. Preden je zasedel prestol, se je dal prebivalcem Rima naknadno še enkrat izvoliti. Z védenjem Henrika III., a brez njegove vojaške podpore, se je leta 1053 spustil v boj z Normani, da bi jim iztrgal Benevento, ki ga je bil cesar dodelil papeški državi. Pri mestu Civitella je papeževa vojska (15. junija 1053) doživela hud poraz. Papež se je podal v tabor zmagovalcev (ki so bili kristjani), kjer je normanska vojska na kolenih spoštljivo sprejela njegov blagoslov. Kljub temu so ga Normani zadrževali v ujetništvu, dokler jim ni priznal zavzetja Kalabrije in Apulije (do marca 1054). Umrl je kmalu po povratku v Rim. Cesar je za njegovega naslednika ponovno imenoval Nemca, eichstättskega škofa Gebharda I., ki je postal papež Viktor II., in je bil cesarju predan v še večji meri kot predhodnik. Viktor II. je opustil Leonove načrte v južni Italiji in se posvetil Romanji.

### Težave na Ogrskem in v Lotaringiji se nadaljujejo
Med tem ko je bil Henrik III. na kronanju v Italiji, so izbruhnile težave hkrati na Ogrskem in v Lotaringiji. Na Ogrskem so pozno poleti 1046 nasprotniki vrgli s prestola kralja Petra in postavili nanj člana rodbine Arpadovcev, Andreja I.
Cesarjeve težave na vzhodu je izkoristil nezadovoljni in le na videz uklonjeni zgornjelotarinški vojvoda Gotfrid Bradati in se skušal ponovno polastiti oblasti v Spodnji Lotaringiji. Jeseni 1047 je tam opustošil posesti kralja in kralju vdanih škofov; pri tem ni bil sam, ampak so se mu pridružili tudi močni grofje Balduin V. Flandrijski, Dietrich IV. Holandski, Herman Hainauški. Njihov upor je uspel Henrik III. (začasno) zaustaviti s pomočjo zvestih mu posvetnih in cerkvenih knezov in ob pomoči angleških in danskih pomorskih sil šele koncem leta 1049. Gotfrida je papež Leon IX. izobčil, cesar pa mu je odvzel vojvodino in ga izročil v varstvo trierskega nadškofa Eberharda. Henrik je s tem po eni strani dosegel svoj cilj, razbil je veliko vojvodino, po drugi strani pa je oslabil enotno oblast na zahodu kraljestva in ga naredil ranljivejšega za vdore od zunaj. To sta kar takoj izkoristila flandrijski grof Balduin V. in njegov sin , ki sta se po smrti Hermana (julija 1049) polastita njegove grofije Hainaut. Zasedla sta glavno mesto grofije Mons in cesarju ni preostalo drugega, kot da je iz zapora izpustil Gotfrida, mu že drugič vrnil nekatere posesti in ga zadolžil za obrambo Lotaringije, kajti sam je moral v boj proti Ogrom.
Vsi Henrikovi poskusi, da bi si z orožjem ponovno podvrgel Ogrsko, so se izjalovili. Andrej I. se je izmikal spopadu s cesarsko vojsko in s požiganjem uničeval polja pred njo. Henrikov pohod leta 1051 se je končal z umikom. Tudi obleganje obmejnega mesta Bratislave je bilo naslednje leto neuspešno. Temu je sledil še nevaren spor znotraj Bavarske med vojvodo Konradom I. in regensburškim škofom Gebehardom. Na veliko noč 1053 je na sojenju v Merseburgu knežje sodišče odločilo proti Konradu in mu odvzelo vojvodino. Ker pa se ta sodbi ni podredil, ampak se je z orožjem uprl, je sodba povzročila nadaljevanje bojev. Konrad se je zatekel k ogrskemu kralju in z njegovo pomočjo izvajal roparske pohode na Koroško in v bavarsko Vzhodno marko.
Leta 1054 je cesar z veliko vojsko prodrl globoko v Flandrijo in med drugim zavzel glavno mesto grofije Lille in trdnjavo Tournai, vendar ni mogel grofa pripraviti do tega, da bi sklenil mir. Ta je naslednje leto celo prodrl do Antwerpna in ga oblegal, a ga ni zavzel; vojska cesarju zvestih plemičev je oblegovalce pregnala.

### Drugi Henrikov pohod v Italijo
Vojvoda Gotfrid vrnjene mu oblasti ni uporabil v prid cesarja, ampak je še naprej sledil svojim interesom. Med Henrikovim pohodom v Flandrijo je skrivaj, brez vednosti cesarja, odšel v Italijo, se poročil z vdovo leta 1052 umrlega toskanskega mejnega grofa Bonisciusa, Beatrice, in tako postal gospodar velike kneževine v severni in srednji Italiji, ki je bila toliko vrednejša, ker je ležala v bližini Rima in papeževe rezidence, kjer je bil Gotfridov brat Friderik že v času Leona IX. eden najvplivnejših kardinalov. Cesarja je to tako vznemirilo, da je spomladi leta 1055 drugič popeljal vojsko v Italijo, to pot le do Toskane. Gotfrid, ki je bil tam osovražen in ni imel veliko pristašev, se je hitro vrnil v Lotaringijo in se pridružil Balduinu. Cesar je papeža Viktorja II. imenoval za namestnika v Italiji in mu dodelil vojvodino Spoleto in mejno grofijo Fermo, ki naj bi uravnotežili vpliv Toskane. Podporo je našel tudi v duhovščini in pri mestih, ki jim je podelil koncesije. Zagotovitev pravic in zaščite meščanom Ferrare in Mantove pomeni začetek mestom naklonjene politike, ki je pripeljala do nastankov italijanskih mestnih komun. Cesar je ob vrnitvi v Nemčijo (novembra 1055) odpeljal s seboj kot talki toskansko grofico Beatrice in njeno hčer Matildo.

### Zarota nemških knezov
Henrik III. ni bil ljudski vladar, tako kot njegov oče. Njegova priljubljenost v krogu pristašev, ki jo je bilo čutiti še ob kronanju v Rimu, je temeljila na tedanjih uspehih v politiki, na koristih, ki jih je zagotavljal državnemu plemstvu, na njegovi prvotni meniško strogi pobožnosti in živahnemu zanimanju za znanost in literaturo. Z vse pogostejšimi trdimi prijemi, ne upoštevanjem interesov plemstva v vojvodinah in tudi pogostimi slabimi odločitvami pa se je spoštovanje do njega spremenilo v vsesplošno nerazpoloženje, h kateremu je prav gotovo prispevala tudi sprememba v njegovi osebnostni drži, pri njem prej nepoznani trdota in samovolja.
Nenaklonjenost cesarju je postala tako močna, da so nemški knezi začeli proti njemu kovati zaroto; med njimi so bili najmočnejši koroški vojvoda Welf, odstavljeni bavarski vojvoda Konrad I. in celo cesarjev stric, regensburški škof Gebehard. Nameravali niso nič manj kot ubiti Henrika III. in na njegovo mesto postaviti Konrada. Na Henrikovo srečo pa sta Welf in Konrad hitro umrla, eden za drugim (v novembru in decembru 1055). Tako je cesar lahko po povratku iz Italije ostale zarotnike postavil pred knežje sodišče, ki jih je obsodilo na težke kazni. S tem je Henrik v Nemčiji postal gospodar položaja. V Lotaringiji pa je prišlo do pobotanja med Gotfridom in kraljestvom šele po Henrikovi smrti.

### Zadnja leta
Henrik je 17. julija 1054 pustil svojega prvega sina, štiriletnega Henrika IV., v Aachnu posvetiti za kralja, svojemu drugemu sinu Konradu pa je podelil vojvodino Bavarsko. Na izpraznjeno mesto kölnskega nadškofa  je leta 1056 imenoval brezmejno vdanega mu duhovnika z dvora, prošta Hanona iz Goslarja. Papež Viktor II., s katerim se je cesar rad posvetoval, se je julija 1056 zadrževal v cesarjevi rezidenci v Goslarju, kjer sta ocenjevala položaj v cesarstvu in sta v okviru možnosti načrtovala ukrepe za izboljšanje vladarske oblasti. Tedaj pa so Henriku odpovedale telesne moči. Novica o hudem porazu saške vojske proti Lužičanom (10. septembra pri izlivu Havla v Labo) ga je tako pretresla, da je kmalu za tem hudo zbolel. V slutnji smrti je zahteval, da so knezi ponovno slavnostno priznali nasledstvo sina Henrika IV., ki ga je oče izročil v varstvo Viktorju II., ki je bil kot škof Eichstätta tudi nemški cerkveni knez. Henrik je 5. oktobra 1056 umrl. Pokopali so ga v kripti speyerske stolnice.
Prehod oblasti na šestletnega sina Henrika IV. je potekal brez težav. Nihče tudi ni oporekal regentstvu matere Neže, ki ji je pri vladanju pomagal knezoškof Eichstätta, papež Viktor II.

## Družina
Henrik III. je bil poročen dvakrat in je imel najmanj 8 otrok.
Njegova prva žena je bila Gunhilda (1019–1038), hči angleško-danskega kralja Knuta Velikega. Z njo je imel hčer
- Beatrix (1037–1061), opatinja v Quedlinburgu in Gandersheimu

Druga žena je bila Agnes (Neža) (1025–1077), hči akvitanskega kneza Viljema. Imela sta 6 otrok:
- Adelajda II. (1045–1096), opatinja v Gandersheimu (od 1061) in Quedlinburgu (od 1063)
- Gisela (1047–1053)
- Matilda (1048–1060) ∞ 1059 grof Rudolf Rheinfeldški, švabski vojvoda, nemški protikralj
- Henrik IV. (1050–1106), cesar Svetega rimskega cesarstva in nemški kralj
- Konrad (1052–1055)
- Judita (1054–1092 ali 1096) ∞ 1) 1063 ogrski kralj Solomon; 2) 1089 poljski vojvoda Ladislav I. Herman

Henrikova hči, nezakonska z nepoznano materjo, je bila tudi
- Azela, mati speyerskega škofa Johana.